# Burg Kerkingen
Die Burg Kerkingen ist eine abgegangene mittelalterliche Wasserburg im Dorf Kerkingen, einem Stadtteil von Bopfingen im Ostalbkreis in Baden-Württemberg.

## Lage
Verschiedene Quellen geben den Standort entweder nordwestlich oder südlich der Kirche an. Auf der Topographischen Karte des Landesvermessungsamt von 1944 ist jedoch eindeutig der Standort nordwestlich der Kirche erkennbar.

## Geschichte
1272 bis 1378 war die Burg Sitz der Ortsadeligen Herren von Kerkingen.
1950 wurde beim Bau des Pfarrhauses der viereckige 16 mal 16 Meter große Burghügel mit 10 Meter breitem Graben eingeebnet und zugeschüttet.